# Esi Edugyan
Esi Edugyan (née en 1978) est une romancière canadienne.

## Biographie
Née et élevée à Calgary en Alberta, de parents originaires du Ghana, Edugyan étudie la création littéraire à l'université de Victoria, où elle est encadrée par Jack Hodgins. Elle obtient sa maîtrise au séminaire d'écriture Johns Hopkins. Son premier roman, The Second Life of Samuel Tyne est publié en 2004 et est finaliste du prix du patrimoine Hurston-Wright en 2005.
Malgré des critiques favorables pour son premier roman, Edugyan a des difficultés à trouver un éditeur pour son deuxième manuscrit. Elle passe quelque temps en tant qu'écrivain en résidence à Stuttgart en Allemagne, où elle abandonne son manuscrit invendu et écrit un nouveau roman, 3 minutes 33 secondes (Half-Blood Blues), à propos de musiciens de jazz dans l'Europe de la Seconde Guerre mondiale, où l'un d'entre eux est enlevé par les nazis comme un bâtard de Rhénanie. Elle mettra trois ans pour l'écrire.
Publié en 2011, 3 minutes 33 secondes est annoncé comme un candidat en lice pour le prix Booker, le prix Giller, le Rogers Writers' Trust Fiction Prize et le prix du Gouverneur général pour la fiction de langue anglaise. Edugyan est la seule canadienne, avec Patrick deWitt, à faire partie des quatre listes en 2011.
Le 8 novembre 2011, elle remporte le prix Giller pour 3 minutes 33 secondes,. De nouveau aux côtés de deWitt, 3 minutes 33 secondes est en lice pour l'édition 2012 du prix Walter Scott de la fiction historique. En avril 2012, elle gagne le prix Anisfield-Wolf.
En 2014, elle publie son premier essai, Dreaming of Elsewhere: Observations on Home aux éditions de l'université de l'Alberta. En 2016, Edugyan est en résidence à l'Université Athabasca à Edmonton, en Alberta.
Son troisième roman, Washington Black, est publié en 2018. En juillet 2018, il est nommé pour le prix Booker, et reçoit finalement le prix Giller 2018. 
Parmi ses inspirations, elle cite Léon Tolstoï et Alice Munro.

## Vie personnelle
Edugyan vit à Victoria en Colombie-Britannique, et est mariée au romancier et poète Steven Price, qu'elle a rencontré lorsqu'ils étaient tous les deux étudiants à l'université de Victoria. Son premier enfant naît en août 2011.

## Œuvres
- The Seconde Life of Samuel Tyne (2004)
- Half-Blood Blues (2011) 3 minutes 33 secondes, traduit par Michelle Herpe-Voslinsky, Paris, Liana Levi coll. « Littérature étrangère », 2013 ; réédition, Paris, Liana Levi, coll. « Piccolo » no 107, 2014 (ISBN 978-2-86746-728-8)
- Dreaming of Elsewhere: Observations on Home (2014)
- Washington Black (2018) Washington Black, traduit par Michelle Herpe-Volinsky, Paris, Liana Levi, 2019 (ISBN 979-10-349-0137-1) ; réédition, Paris, Gallimard, coll. « Folio » no 6782, 2020 (ISBN 978-2-07287-586-1)